# Matthew Rabin

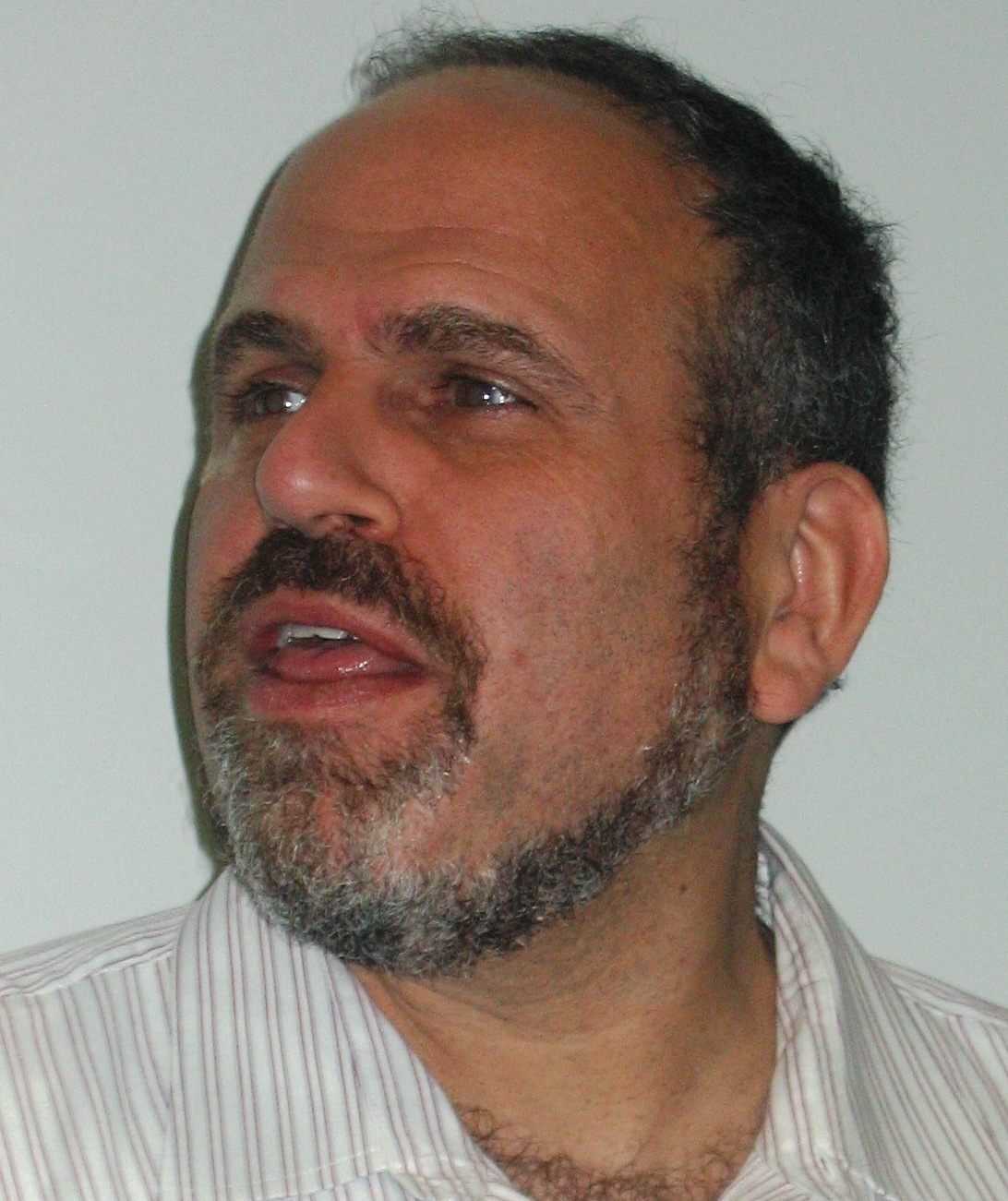
Matthew Rabin

Matthew Joel Rabin (* 27. Dezember 1963) ist ein US-amerikanischer Wirtschaftswissenschaftler. Er forscht und lehrt als Professor für Wirtschaftswissenschaften an der Harvard University.

## Leben und Wirken
Rabin studierte von 1981 bis 1984 an der University of Wisconsin–Madison, wo er im Dezember 1984 seinen B.A. in Wirtschaftswissenschaften und Mathematik erhielt. 1985 setzte er seine Studien an der London School of Economics fort, ehe er noch im gleichen Jahr ans Massachusetts Institute of Technology (MIT) wechselte, das er 1989 mit dem Ph.D. in Ökonomie verließ. Seine Doktorarbeit Predictions and solution concepts in non-cooperative games hatte er unter der Betreuung von Drew Fudenberg angefertigt. Anschließend war er bis 1996 Assistenzprofessor und von 1996 bis 1999 außerordentlicher Professor an der University of California, Berkeley. Seit 1999 ist er dort ordentlicher Professor. Gastprofessuren führten ihn ans MIT (1993–1994), an die Northwestern University (1997), an die London School of Economics (2000–2001), und an die Harvard University (2004).
Das einfache Modell des Homo oeconomicus, der sich durch eigeninteressiertes und rationales Verhalten auszeichnet, hat Probleme bei der Erklärung des Gefangenendilemmas, des Feiglingsspiels oder des Ultimatumspiels. Diese Probleme konnte Rabin lösen, indem er Anfang der 1990er Jahre Fairness in das Modell einbrachte. Dazu führte er eine Freundlichkeitsfunktion ein, die beschreibt, ob ein Spieler sich nett oder gemein zu seinen Mitspielern verhält. Außerdem untersuchte er, wie sich die Möglichkeit zur Kommunikation zwischen den Beteiligten auf Spiele auswirkt. Später widmete sich Rabin fast vollständig der Verhaltensökonomik. Er untersuchte wie Vorurteile erhalten bleiben, außerdem Risikoaversion, Aufschieben und Selbstkontrolle sowie Moral.

## Werke
- Predictions and solution concepts in non-cooperative games. Dissertation, Massachusetts Institute of Technology, 1989
- Colin F. Camerer, George Loewenstein und Matthew Rabin (Hrsg.): Advances in Behavioral Economics. Russell Sage Foundation, New York 2004; Princeton University Press, Princeton 2004, ISBN 0-691-11682-2
- mit Georg Weizsäcker: Narrow Bracketing and Dominated Choices (= Discussion Paper No. 3040). IZA, Bonn 2007 (pdf, 668 kB)

## Auszeichnungen
- 1995 Sloan Research Fellow[7]
- 2000 MacArthur Fellow
- 2001 John Bates Clark Medal (American Economic Association)
- 2006 John von Neumann Award
- 2011 Ehrendoktor der Universität Zürich[8]

## Mitgliedschaften
- 1984 Phi Beta Kappa
- 2000 Econometric Society
- 2002 American Academy of Arts and Sciences
- 2019 National Academy of Sciences